# Up (Peter-Gabriel-Album)
Up ist das siebte Studioalbum und das vierzehnte Album insgesamt des englischen Singer-Songwriters und Rock-Musikers Peter Gabriel, das am 23. September 2002 von Real World Records veröffentlicht wurde.

## Hintergrund
Das Album war der letzte Teil der Trilogie mit Album-Titeln aus zwei Buchstaben und einem einsilbigen Namen nach So und Us. Up ist sein erstes reguläres Studioalbum, das in hochauflösender 24-Bit-Digitaltechnik aufgenommen wurde, was seine Rolle des Pioniers bei der Nutzung neuer Technologie auch bei diesem Album gezeigt hat, wie bereits zuvor schon bei dem Album Peter Gabriel (Security) im Jahr 1982.
Es war bis 2023 sein bisher letztes Studioalbum mit neuem Originalmaterial, da die nachfolgenden Alben Hit und Peter Gabriel Kompilations-Alben und Scratch My Back und New Blood Coverversionen anderer Künstler bzw. orchestrale Versionen von älterem Material Gabriels enthalten. Das Album wurde von April 1995 bis Oktober 1998 und von 2000 bis zum April 2002 aufgenommen und am 23. September 2002 veröffentlicht.

## Entstehung
Gabriel begann die Arbeit an dem Album im Frühjahr 1995. Gemeinsam mit seinem Tontechniker Richard Chappell reisten sie zunächst an verschiedene Orte und nutzten für die Aufnahmen ein mobiles Setup sowie zeitweise die Real World Studios von Gabriels eigenem Label Real World Records. Ihre Reise führte sie 1995 zunächst für zwei Monate in ein Chalet in Méribel. Im Oktober arbeiteten sie für 3 Monate in Senegal, um dann im Frühjahr 1996 wieder in Méribel zu verweilen. Im Sommer 1997 wurden die Aufnahmen auf dem Amazonas in einem mit einem Tonstudio ausgestatteten Hausboot eines Freundes fortgeführt. Die restlichen Arbeiten fanden in den Real World Studios statt und dauerten 4 bis 5 Jahre. Zeitweise arbeitete Gabriel gleichzeitig an dem Album Up sowie an dem Soundtrack OVO für die Millennium Dome Show, dessen Aufnahme von dem Tontechniker Richard Evans betreut wurde. Die Fertigstellung von Up verzögerte sich, da sich Chappell und Evans im November 1998 zunächst auf die Fertigstellung des Soundtracks OVO konzentrierten.
Ende 2000 wurde im Londoner AIR Lyndhurst Studios mit der Aufnahme der Streicher die Arbeit fortgeführt. Anfang 2001 begann der renommierte Tontechniker Tchad Blake mit der Endabmischung des Albums. Während Blake im Big Room der Real World Studios an den Mischungen arbeiteten, nahmen Gabriel und Chappell im Writing Room weiter auf. Gemeinsam überlegten sie, welche der neu aufgenommenen Teile in den endgültigen Mix einfließen sollten.
Der Name des Albums war von Anfang an Up, obwohl zu einem bestimmten Zeitpunkt der Name I/O in Betracht gezogen wurde, der erst 2023 für das Album i/o tatsächlich verwendet wurde.
1998 erfuhr Gabriel, dass die amerikanische Band R.E.M. mit Up ein gleichnamiges Album auf dem Markt bringen wollte. Nach Rücksprache mit R.E.M. und vielen Überlegungen entschied er sich dafür, den Namen beizubehalten. Er sagte:

“I have been living in an 'Up' world for four years now and have no wish to come down.”

„Ich lebe jetzt seit vier Jahren in einer 'Up'-Welt und habe keine Lust, wieder herunterzukommen.“

In den Monaten vor der Veröffentlichung des Albums wurden zu jedem Vollmond Videoclips von Gabriel auf seiner offiziellen Webseite veröffentlicht. Er sprach über die einzelnen Lieder und zeigte die dazugehörige Demo.

## Artwork
Auf dem Albumcover sind fünf Wassertropfen in einer diagonalen Linie über einem unscharfen Hintergrund von Gabriels Gesicht abgebildet. Jeder Tropfen enthält ein gebrochenes Bild von Gabriels Gesicht.
Ähnlich wie beim Vorgängeralbum Us und später beim Album i/o wurde für jeden Song als Artwork ein speziell in Auftrag gegebenes Kunstwerk verwendet, das in dem Booklet der CD-, Vinyl-, DVD-A- oder SACD-Verpackung abgebildet ist. In diesem Fall wurde als Medium die Fotografie gewählt. Die Bilder stammen von Arno Rafael Minkkinen (Darkness), M. Richard Kirstel (Growing Up), Shōmei Tōmatsu (Sky Blue, I Grieve), Mari Mahr (No Way Out), Paul Thorel (The Barry Williams Show), die als Granular-Synthesis agierenden österreichischen Künstler Kurt Hentschläger und Ulf Langheinrich (My Head Sounds Like That), Susan Derges (More Than This), Michal Rovner (Signal to Noise) sowie Adam Fuss (The Drop).

## Lieder
Die Texte des Albums handeln hauptsächlich von der Geburt und besonders vom Tod.
Der Eröffnungstrack Darkness beschreibt die Überwindung von Ängsten. Growing Up besitzt einen pulsierenden Beat und ist ein Resümee des Lebens. Laut seiner eigenen Aussage hat Gabriel an Sky Blue 10 Jahre lang gearbeitet. Er nahm eine Version des Songs für das Album Us im Jahr 1992 auf, die jedoch nicht verwendet wurde.
Mit No Way Out befasste sich Gabriel zum ersten Mal mit dem Thema Tod. No Way Out ist außerdem das längste Stück auf einem seiner regulären Studioalben.
Nach der Betrachtung seines musikalischen Schaffens und der Feststellung, dass ein Mittel zur Beschäftigung des Todes fehlte, entstand das Lied I Grieve. Gabriel spielte das Lied am ersten Jahrestag der Terroranschläge vom 11. September live in der amerikanischen Talkshow Larry King Live. Er erzählte, dass seine beiden Töchter in New York City lebten und er sie eine Zeit lang nicht erreichen konnte. Er widmete diesen Song den Menschen, die seinerzeit nichts von ihren Verwandten hörten. Das Lied wurde jedoch nicht speziell für den 11. September geschrieben, sondern erschien bereits 1998 in einer früheren Version auf dem Soundtrack des Films Stadt der Engel (im Original: City of Angels), die 2019 auch auf seinem Kompilationsalbum Flotsam and Jetsam veröffentlicht wurde.
Die erste Singleauskopplung The Barry Williams Show setzt sich im jazzigen Sound und extrem direkten Sarkasmus mit Reality-Talkshows in Formaten wie z. B. der Jerry Springer Show auseinander. In dem von Sean Penn inszenierten Musikvideo trat der aus Drei Mädchen und drei Jungen (im Original: The Brady Bunch) bekannte Schauspieler Barry Williams als Zuschauer auf. Der Schauspieler Christopher McDonald, der in dem Drama Requiem for a Dream mitspielte, verkörperte den titelgebenden Talkmaster.
Das Lied Signal to Noise wurde mit dem Gastsänger Nusrat Fateh Ali Khan aufgenommen. Dieser arbeitete 1997 vor seinem Tod an dem Lied. Dieses sollte in einer „viel schärferen Version“ erscheinen. Gabriel wandelte ihn in ein streicherorientiertes Stück und machte ihn so zum Eckpfeiler des Albums.
Das Album endet mit dem Lied The Drop, das neben dem Gesang Gabriels nur von einem Bösendorfer-Flügel begleitet wird.

## Titelliste und Mitwirkende
Alle Lieder wurden von Peter Gabriel geschrieben.
| Nr.          | Titel                                          | Text          | Musiker | Länge |
| ------------ | ---------------------------------------------- | ------------- | --- | ----- |
| 1.           | Darkness                                       | Peter Gabriel | Peter Gabriel (Gesang, Piano, Keyboards, MPC Groovebox, JamMan); Tony Levin (Bassgitarre); David Rhodes (E-Gitarren); Manu Katché (Schlagzeug); Dave Power (Schlagzeug); London Session Orchestra (Geigen) | 6:51  |
| 2.           | Growing Up                                     | Peter Gabriel | Peter Gabriel (Gesang, Orgel, Bass-Keyboards, MPC Groovebox, Samples, JamMan); David Rhodes (E-Gitarren, Begleitgesang); Manu Katché & Ged Lynch (Schlagzeug); Adrian Chivers (Begleitgesang); Dominque Mahut & Ged Lynch (Perkussion) | 7:33  |
| 3.           | Sky Blue                                       | Peter Gabriel | Peter Gabriel (Gesang, Piano, Keyboards, MPC Groovebox); Tony Levin (Bassgitarre); David Rhodes (E-Gitarren; Begleitgesang); Manu Katché (Schlagzeug); Melanie Gabriel & Adrian Chivers (Begleitgesang); Jon Brion (Mandoline); Peter Green (E-Gitarre); Daniel Lanois (E-Gitarre; Perkussion); David Sancious (Hammondorgel); The Blind Boys of Alabama (zusätzliche Stimmen) | 6:37  |
| 4.           | No Way Out                                     | Peter Gabriel | Peter Gabriel (Gesang, Bassgitarre, Fender Telecaster, Piano, Harmonium, Tomtom, MPC Groovebox, Crotales); Tony Levin (Bassgitarre); David Rhodes (E-Gitarren); Hossam Ramzy (Tabla); Mitchell Froom (Piano); Steve Gadd & Dominic Greensmith (Schlagzeug), Danny Thompson (Kontrabass; [Tabla])                                                                               | 7:53  |
| 5.           | I Grieve                                       | Peter Gabriel | Peter Gabriel (Gesang, Orgel, Keyboards, Samples, Bass-Keyboards); Tony Levin (Bassgitarre); David Rhodes (E-Gitarre); Manu Katché (Schlagzeug); L. Shankar (Violine); Richard Evans (Akustische Gitarre); Stephen Hague & Will White (Perkussion) | 7:25  |
| 6.           | The Barry Williams Show                        | Peter Gabriel | Peter Gabriel (Gesang, Fender Telecaster, Mellotron, Bass-Keyboards, MPC Groovebox); Tony Levin (Bassgitarre); David Rhodes (E-Gitarre; Begleitgesang); Manu Katché & Ged Lynch (Schlagzeug); Melanie Gabriel & Sally Larkin (Begleitgesang); Christian Le Chevretel (Trompete); Tony Berg (E-Gitarre); Manu Katché (Schlagzeug)                                               | 7:16  |
| 7.           | My Head Sounds Like That                       | Peter Gabriel | Peter Gabriel (Gesang, Piano, Mellotron); Tony Levin (Bassgitarre); David Rhodes (Gitarren); Manu Katché (Schlagzeug); Hossam Ramzy, Dominque Mahut & Assane Thiam (Perkussion); Black Dyke Band (Blechblasinstrumente) | 6:29  |
| 8.           | More Than This                                 | Peter Gabriel | Peter Gabriel (Gesang, Orgel, Piano, Mundharmonika, MPC Groovebox); Tony Levin (Bassgitarre); David Rhodes (E-Gitarre; Begleitgesang); Jon Brion (Chamberlin); Dominic Greensmith & Ged Lynch (Schlagzeug) | 6:02  |
| 9.           | Signal to Noise" (feat. Nusrat Fateh Ali Khan) | Peter Gabriel | Peter Gabriel (Gesang, Samples, Mellotron, Bass-Keyboards, MPC Groovebox); Tony Levin (Bassgitarre); David Rhodes (E-Gitarren; Begleitgesang); Steve Gadd (Schlagzeug; Perkussion); The Dhol Foundation (Dhol-Trommeln); London Session Orchestra (Geigen) | 7:36  |
| 10.          | The Drop                                       | Peter Gabriel | Peter Gabriel (Gesang, Piano); Tony Levin (Bassgitarre) | 2:59  |
| Gesamtlänge: | Gesamtlänge:                                   | Gesamtlänge:  | Gesamtlänge: | 66:40 |

Alle Lieder wurden von Peter Gabriel geschrieben, sofern nicht anders angegeben.
| Nr.          | Titel                                          | Text                                        | Länge |
| ------------ | ---------------------------------------------- | ------------------------------------------- | ----- |
| 1.           | Darkness                                       | Peter Gabriel                               | 6:50  |
| 2.           | Growing Up                                     | Peter Gabriel                               | 7:48  |
| 3.           | Sky Blue                                       | Peter Gabriel                               | 6:37  |
| 4.           | No Way Out (bezeichnet als Don’t Leave)        | Peter Gabriel                               | 7:41  |
| 5.           | I Grieve                                       | Peter Gabriel                               | 7:24  |
| 6.           | Burn You Up, Burn You Down                     | Peter Gabriel, Karl Wallinger, Neil Sparkes | 5:03  |
| 7.           | The Drop                                       | Peter Gabriel                               | 2:58  |
| 8.           | The Barry Williams Show                        | Peter Gabriel                               | 7:13  |
| 9.           | My Head Sounds Like That                       | Peter Gabriel                               | 6:26  |
| 10.          | More Than This                                 | Peter Gabriel                               | 5:57  |
| 11.          | Signal to Noise" (feat. Nusrat Fateh Ali Khan) | Peter Gabriel                               | 7:35  |
| Gesamtlänge: | Gesamtlänge:                                   | Gesamtlänge:                                | 71:32 |

### Technisches Personal
- Marc Bessant – Grafikdesign-Konzept
- Tchad Blake – Mixing
- Richard Chappell – Programmierung, Tontechnik
- Alan Coleman – Assistent der Tontechnik
- Tony Cousins – Mastering
- Susan Derges – Artwork, Fotografie, Cover-Fotografie
- Richard Evans – zusätzliche Tontechnik
- Ben Findlay – zusätzliche Tontechnik
- Adam Fuss – Artwork, Fotografie,
- Peter Gabriel – Liedtext, Komposition, Grafikdesign-Konzept, Produktion
- Dilly Gent – Versuche und Koordination der Fotografie
- Paul Grady – Assistent des Mixings
- Edel Griffith – Assistentin der Tontechnik
- Stephen Hague – Produktion (I Grieve)
- Kurt Hentschläger – Artwork, Fotografie

- Ulf Langheinrich – Artwork, Fotografie

- M. Richard Kirstel – Artwork, Fotografie
- Mike Large – Koordination
- Claire Lewis – Assistentin des Mixings
- Mari Mahr – Artwork, Fotografie,
- Marco Migliari – Assistent des Mixings
- Susie Millns – Design
- Steve Osbourne – Produktion (Growing Up)
- Arno Rafael Minkkinen – Artwork, Fotografie
- Annie Parsons – Assistentin für Peter Gabriel
- Dan Roe – Assistent der Tontechnik
- Michal Rovner – Artwork, Fotografie
- Michael Thomas – Koordination
- Shōmei Tōmatsu – Artwork, Fotografie
- Paul Thorel – Artwork, Fotografie
- Chris Treble – Assistent der Tontechnik

## Formate
Das Album ist in Stereo auf CD und Vinyl erhältlich, während die Surround Sound-Versionen in Super Audio CD (SACD) und in DTS auf DVD-A kodiert sind. Up war die einzige Multichannel-Veröffentlichung auf SACD, während alle älteren Alben zwar als SACD aber nur in Stereo abgemischt wurden.

## Rezeption

### Rezensionen
Laut.de bemerkt in seiner Kritik, dass das Album dort überzeugt, wo Gabriel seine bisherigen Klänge, Melodielinien und Harmonien früher Alben neu zusammensetzt und dabei seine große Erfahrung ausspielt. Die Rheinische Post hat das Promoalbum mit den 11 Stücken bewertet und vergleicht das Schaffens Gabriels mit dem seiner ehemaligen Band Genesis und dem aktuellen Frontmann Phil Collins. Up bezeichnet es als „Fels in der Brandung“ im Vergleich zur „Massenware zur musikalischen Berieselung“ von Genesis. Hifitest.de merkt an, dass Up nicht an die Erfolge der Studioalben Us und So anknüpfen kann, hebt aber das stringentere und das insgesamt sehr hochwertige Songwriting hervor. Die Seite Metacritic bewertet das Album mit 76 % bei 16 Reviews und einen Score von 8,6 von 10 bei 40 Bewertungen.

### Charts und Chartplatzierungen
| ChartsChartplatzierungen       | Höchstplatzierung | Wochen |
| ------------------------------ | ----------------- | ------ |
| Deutschland (GfK)              | 4 (10 Wo.)        | 10     |
| Österreich (Ö3)                | 9 (6 Wo.)         | 6      |
| Schweiz (IFPI)                 | 4 (9 Wo.)         | 9      |
| Vereinigtes Königreich (OCC)   | 11 (5 Wo.)        | 5      |
| Vereinigte Staaten (Billboard) | 9 (9 Wo.)         | 9      |

### Auszeichnungen für Musikverkäufe
| Land/Region                  | Auszeichnungen für Musikverkäufe (Land/Region, Auszeichnung, Verkäufe) | Verkäufe |
| ---------------------------- | ---------------------------------------------------------------------- | -------- |
| Deutschland (BVMI)           | Gold                                                                   | 150.000  |
| Kanada (MC)                  | Gold                                                                   | 50.000   |
| Schweiz (IFPI)               | Gold                                                                   | 20.000   |
| Vereinigtes Königreich (BPI) | Silber                                                                 | 60.000   |
| Insgesamt                    | 1× Silber · 3× Gold ·                                                  | 280.000  |

Hauptartikel: Peter Gabriel/Auszeichnungen für Musikverkäufe